# Chilotilapia
Chilotilapia is een monotypisch geslacht van straalvinnige vissen uit de familie van de cichliden (Cichlidae).

## Soort
- Chilotilapia rhoadesii Boulenger, 1908